# Lac Cruiser
Lac Cruiser är en sjö i Kanada.   Den ligger i regionen Saguenay–Lac-Saint-Jean och provinsen Québec, i den östra delen av landet, 500 km nordost om huvudstaden Ottawa. Lac Cruiser ligger 274 meter över havet. Arean är 1,9 kvadratkilometer. Den sträcker sig 1,9 kilometer i nord-sydlig riktning, och 1,6 kilometer i öst-västlig riktning.
I omgivningarna runt Lac Cruiser växer i huvudsak blandskog. Trakten runt Lac Cruiser är nära nog obefolkad, med mindre än två invånare per kvadratkilometer.